# Christoffer Østergaard
Christoffer Østergaard (født 22. maj 1993 i Silkeborg, Danmark) er en dansk fodboldspiller, der spiller for Skive IK.

## Karriere

### Hobro IK
Østergaard er et produkt af Hobro IK, og har spillet der siden han var U/6-spiller. Den 28. marts 2013 debuterede Østergaard for seniorførsteholdet, da Hobro vandt 1-0 over HB Køge.
Østergaard forlod Hobro IK den 31. januar 2016 grundet manglende spilletid.

### Brabrand IF
Dagen efter, at det var blevet offentliggjort, at Christoffer Østergaard forlod Hobro IK, skrev han under med 2. divionsklubben Brabrand IF.